# Savannah Marshall
Savannah Marshall (Regne Unit, 19 de maig de 1991) és una boxejadora britànica, primera guanyadora britànica del títol de campiona del món. Se la coneix amb el malmon de ''Silent Assassin''.
Marshall va assistir a l'Escola English Martyrs School and Sixth Form College, a Hartlepool, on va aconseguir 12 GCSEs abans d'obtenir una Distinció en un Diploma Nacional dins Esport a Hartlepool Universitat de FE. Als 12 anys va començar a boxejar, en unir-se a un club de boxa local a Hartlepool per mantenir-se en forma.
Després de la seva victòria històrica als campionats mundials de la Xina, era favorita per guanyar l'or olímpic a Londres 2012. Tanmateix, va ser derrotada 16–12 per Marina Volnova del Kazakhstan en la seva obertura, a quarts de final. Als Jocs de la Commonwealth de 2014 a Glasgow, Marshall va batre Ariane Fortin del Canadà, fet que li va valer la medalla d'or femenina en la categoria de pes mig.
El maig de 2016 es va anunciar que participaria en els Jocs Olímpics de Rio.